# Forcipata obtusa
Forcipata obtusa är en insektsart som beskrevs av Vidano 1965. Forcipata obtusa ingår i släktet Forcipata och familjen dvärgstritar. Inga underarter finns listade i Catalogue of Life.